# 桑地诺主义
桑地诺主义（西班牙語：Sandinismo）是尼加拉瓜桑地诺民族解放阵线在20世纪后期推行的一系列政治和经济理念。得名于尼加拉瓜民族英雄奥古斯托·塞萨尔·桑地诺。桑地诺主义意识形态的基本原则主要由桑解阵创始人卡洛斯·丰塞卡提出，受1950年代古巴革命的启发，旨在激发尼加拉瓜农民群体中的社会主义民粹主义。桑地诺主义主张建立一个教育系统，使人民摆脱索摩查家族传播的被认为是历史谬误的观念。桑地诺主义认为，通过唤醒人们的政治思想，人力资源不仅可以用于对抗索摩查政权的游击战，还可以建立一个抵抗外国施加的经济和军事干预的社会。桑地诺主义强调革命始于农村地区和尼加拉瓜受压迫的农民阶级。